# Lamposaari (ö i Södra Savolax, S:t Michel, lat 61,88, long 26,50)
Lamposaari är en ö i Finland. Den ligger i sjön Puula och i kommunen Kangasniemi i den ekonomiska regionen  S:t Michel och landskapet Södra Savolax, i den södra delen av landet, 210 km norr om huvudstaden Helsingfors. Öns största längd är 1,8 kilometer i nord-sydlig riktning.